# FIFA Soccer Manager
FIFA Soccer Manager (skraćeno: FSM) je FIFA-ina manager računalna igra. Proizvedena je i izdana od Electronic Artsa, točnije njihovog EA Sportsa. Njeni nasljedici su The F.A. Premier League Football Manager, Total Club Manager i FIFA Manager serijali. Jedna je od prvih igara proizvedena isključivo za Windows platformu, a FSM je sadržavao 5 nogometnnih liga (Engleska, Škotska, Italija, Njemačka i Francuska) i sva UEFA-ina natjecanja, uključujući 7500 igrača.
Bobby Robson (tadašnji Barcelonin menadžer) je osoba na omotu FSManagera, a pojavljuje se također u igri Total Club Manager 2003, po drugi put (kao menadžer Newcastle Uniteda).

## Vanjske poveznice
- FIFA Soccer Manager Online  Arhivirana inačica izvorne stranice od 23. siječnja 2009. (Wayback Machine) (engl.)
- FIFA Soccer Manager kod MobyGames-a (engl.)
- EA FTP mapa sa 6 poboljšanja (updates)[neaktivna poveznica] (engl.)